# 리카운트
《리카운트》(Recount)는 미국에서 제작된 제이 로치 감독의 2008년 텔레비전 드라마 영화이다. 2000년 미국 대통령 선거 당시에 있었던 플로리다주의 개표 결과를 주제로 했으며 케빈 스페이시 등이 주연으로 출연하였다. HBO를 통해 2008년 5월 25일 초연되었다. DVD는 2008년 8월 19일 출시되었다.

## 출연

### 주연
- 케빈 스페이시
- 밥 발라반
- 에드 비글리 주니어
- 로라 던
- 존 허트
- 데니스 리어리
- 브루스 맥길